# Quận Lyon, Nevada
Quận Lyon là một quận thuộc tiểu bang Nevada, Hoa Kỳ. Theo điều tra dân số năm 2000 của Cục điều tra dân số Hoa Kỳ, quận có dân số 34.501 người. Quận lỵ là Yerington.6